# Мальцов, Иван Сергеевич
Иван Сергеевич Мальцов (29 июля [10 августа] 1807 — 15 [27] ноября 1880, Ницца) — крупный фабрикант, литератор и дипломат. Действительный тайный советник.

## Биография
Происходил из дворянского рода Мальцовых: старший сын бывшего корнета лейб-гвардии конного полка Сергея Акимовича Мальцова и Анны Сергеевны Ладыженской, княжны Мещерской (1780—1820), дочери князя Сергея Васильевича Мещерского (1737—1781). Учился в Московском университетском благородном пансионе. В 1823 году, после смерти отца, унаследовал Гусевскую хрустальную фабрику и проживал в Москве у своего дяди И. А. Мальцова.
По завершении образования поступил на службу в Московский архив Коллегии иностранных дел. В то время там служили «архивные юноши»: Сергей Соболевский, Дмитрий Веневитинов, Пётр Киреевский и Степан Шевырёв, Александр Кошелев, а также князь Владимир Одоевский, на квартире которого собирался кружок «Общество любомудрия». Мальцов стал сотрудником журнала этого кружка «Московский вестник» и занимался переводами и сочинительством сказок и приключений, используя истории, обнаруженные в архивных бумагах.
Когда в 1826 году М. П. Погодин с Веневитиновым задумали издать литературный сборник «Гермес», в число «необходимых авторов» они включили и Ивана Мальцова, поручив ему переводы из Ансильона и Шиллера. Потом на основе готовившегося сборника возникнет журнал «Московский вестник», который благословил Пушкин, а среди его главных сотрудников будут значиться, наряду с Шевыревым и Веневитиновым, Соболевский и Мальцов. Наиболее важной была публикация Мальцовым в 1827 году отрывков из его переводов повествования Вальтера Скотта «Жизнь Наполеона». Книга имела громадный успех в Европе, но в России находилась под строгим запретом.

Уже 12 марта 1827 года его перевели в Петербург, к «делам Коллегии иностранных дел», а в апреле 1828 года И. С. Мальцов по рекомендации Соболевского был назначен первым секретарём посольства в Персию, возглавляемого А. С. Грибоедовым. В 1829 году, во время разгрома русской миссии и убийства А. С. Грибоедова, И. С. Мальцов оказался единственным сотрудником посольства, которому удалось спастись. О своём спасении он написал в донесении К. В. Нессельроде:
«Я обязан чудесным спасением своим как необыкновенному счастию, так и тому, что не потерялся среди ужасов, происходивших перед глазами моими. Я жил рядом с табризским мехмендарем нашим Назар-Али-Ханом Авшарским, на самом первом дворе. Кроме меня русских там не было… Когда народ, с криком, волною хлынул мимо окон моих, я не знал, что думать, хотел броситься к посланнику и не успел дойти до дверей, как уже весь двор и крыши усыпаны были свирепствующей чернью… Не прошло пяти минут, как уже резали кинжалами перед глазами моими курьера нашего Хаджатура. Между тем народ бросился на второй и третий двор: там завязалась драка, началась перестрелка. Увидев, что некоторые из персиян неохотно совались вперед, я дал одному феррашу моему 200 червонцев и приказал ему раздать оные благонадежным людям, ему известным, собрать их к дверям моим и говорить народу, что здесь квартира людей Назар-Али-Хана. Я сидел, таким образом, более трех часов в ежеминутном ожидании жестокой смерти; видел, как сарбазы и ферраши шахские спокойно прогуливались среди неистовой черни и грабили находившиеся в нижних комнатах мои вещи. Неоднократно народ бросался к дверям, но, к счастию, был удерживаем подкупленными мной людьми, которые защищали меня именем Назар-Али-Хана. Потом, когда уже начало утихать неистовство, пришел серхенг и приставил караул к дверям моим. Ночью повел он меня во дворец, переодетого сарбазом».
В дальнейшем, чтобы загладить свою вину, персы стали оговаривать сотрудников посольства и Грибоедова, что они якобы систематически нарушали этикет шахского двора, действуя порой самым вызывающим образом. Поскольку уцелевший секретарь посольства Иван Мальцов поддержал этот оговор в присутствии шаха, некоторые российские историки, а за ними и Ю. Тынянов, приняли эти слова за правду — не вдаваясь в детали того, что Мальцов, несмотря на свою смелость, понимая, что погибших не вернешь, тем не менее совершил оговор, движимый инстинктом самосохранения.
«Во внимание к примерному усердию и благоразумию, оказанным во время возмущения в Тегеране», 9 мая 1829 года он был награждён орденом Св. Владимира 4-й степени. С июня 1829 по март 1830 год он служил в Тавризе в должности генерального консула и 10 ноября 1830 года был награждён орденом Св. Анны 2-й степени.
В 1831 году по возвращении из-за границы Мальцов уехал в г. Гусь Владимирской губернии, где реорганизовал производство стекла по самой современной технологии. Стали выпускаться изделия из трёхслойного стекла под золото и серебро, хрустальные изделия с алмазной гранью. Уже на II Всероссийской выставке мануфактурных изделий, проходившей в 1831 года в Москве, гусевский хрусталь был отмечен «малой золотой медалью». Через два года гусевские изделия завоевали на Петербургской выставке «большую золотую медаль». Образованное в 1833 году, с участием И. С. Мальцова и его дяди И. А. Мальцова «Закавказское общество», стало вскоре поставлять в Персию, Среднюю Азию и Закавказье стеклянные изделия — оплетенные серебряной вязью мальцовские кальяны и многое другое.
В июне 1834 года Мальцов был пожалован в звание камергера, а в мае 1835 года назначен членом Общего присутствия Азиатского департамента, а затем членом совета Министерства иностранных дел.
В 1835 году он находился за границей в свите Николая I (при вице-канцлере К. В. Нессельроде); 13 августа он писал Сергею Соболевскому о посещении богемских хрустальных фабрик. После возвращения в Россию он наладил на своём заводе производство гранатного малинового стекла.
В 1836 году Мальцов получил разрешение об устройстве в Петербурге бумагопрядильной фабрики. В число акционеров Сампсониевской бумагопрядильной фабрики, кроме самого Мальцова вошли: Сергей Соболевский, вложивший весь свой капитал; Пётр Колошин и поэт Василий Андреевич Жуковский с родственниками по линии жены. А. В. Мещерский вспоминал, что Мальцов и Соболевский жили за городом, на этой фабрике 

в прекрасном помещении, устроенном со всем возможным комфортом и где они проводили зиму, принимая там своих петербургских знакомых, несмотря на то, что у каждого из них была в городе своя квартира <…> в обществе этих двух приятелей нельзя было скучать, чем и объясняется беспрестанный к ним приезд на фабрику гостей из Петербурга— Воспоминания князя Александра Васильевича Мещерского
В 1856 году И. С. Мальцов вошёл в состав Тарифного комитета, возглавлявшегося Л. В. Тенгоборским. В период 1855—1864 годов он трижды был «временно управляющим» Министерством иностранных дел.
Оказываясь за границей, Мальцов всегда интересовался техническими новшествами, которые затем с успехом применял на своих предприятиях. Он значительно увеличил полученное в наследство состояние. Владея хрустальным и шестью стекольными заводами, бумагопрядильной фабрикой, каменным домом в Москве, он увеличил земельные владения, завел ещё три стекольных предприятия, купил каменный дом в Петербурге и два деревянных в Москве.
В одном Касимовском уезде ему принадлежало более 37 тыс. десятин земли, где в 11 селениях насчитывалось 524 двора и 2180 душ мужского пола. На его семи стеклянных предприятиях работало 654 мастеровых, живших при фабриках. В 40-е годы на каждой из крупнейших мальцовских фабрик производилось хрустальных изделий на сумму до 150 тыс. рублей серебром. Мальцову впервые удалось «производство рубинового стекла, выкрашенного медью, равным образом и уранового стекла, зеленовато-желтого», пользующегося особым спросом. С его именем связано и формирование заводской коллекции гусевского художественного стекла. Именно он положил начало сбору при фабрике уникальных изделий из стекла и образцов массового производства.
В 1875 году созданная на деньги Мальцова Гусевская начальная школа для мастеровых была преобразована в двухклассное министерское училище с мужскими и женскими классами. В 1876 году им же было открыто двухклассное училище на Великодворском (Дардурском) заводе. На учреждение технической школы во Владимире он завещал 500 тысяч рублей.
К началу 1880 года из его стеклянных и хрустальных заводов два крупнейших (Гусевский — 517 рабочих и Уршельский — 375 рабочих) были оснащены паровыми машинами. Годовой оборот Гусевского завода составлял 900 тысяч рублей.
Перед смертью все свои миллионные капиталы и имения бездетный Иван Сергеевич завещал одному из своих племянников — Юрию Степановичу Нечаеву-Мальцову.
В 1880 году Иван Сергеевич умер от разрыва сердца в Ницце. Похоронен в Новодевичьем монастыре; могила не сохранилась. Один из дальних его родственников В. А. Муханов писал в своих записках: 

Считаясь весьма искусным дипломатом и лучшим советником Нессельроде, И. С. Мальцов в то же время славился своей скупостью. Он имел в избытке капиталы, но подчас урезывал себя даже в питании

В своих воспоминаниях князь Мещерский отмечал: 
что Иван Сергеевич, хотя был, несомненно, человеком чрезвычайно расчетливым, но не всегда был скуп до такой крайности, чтобы не помогать иногда своим родственникам, когда они находились действительно в затруднительном материальном положении. Он был, в сущности, добрым человеком, но, несмотря на его развитость и нравственные качества, он не мог избегнуть того пагубного влияния, которое имеет на всех богачей их огромное состояние, служа так сказать, центром всех возможных посягательств на их добро со стороны массы нуждающихся людей. Все богатые люди невольно делаются не только неотзывчивыми и равнодушными, но и ожесточаются, находясь постоянно в каком-то раздражении и негодовании на неимущих, посягающих на их добро… Таков был и Мальцов

## Сочинения
- Выписки из писем Ивана Сергеевича Мальцова к Сергею Александровичу Соболевскому / с предисл. и примеч. Н. П. Барсукова. — С.-Петербург : Тип. М. Стасюлевича, 1904. — [2], 43 с. ; 28х19 см. — Б. ц.